# Liste der Ministerpräsidenten der Slowakei
Diese Liste der Ministerpräsidenten der Slowakei führt alle Ministerpräsidenten (slowak.: predseda vlády) der Slowakischen Republik seit ihrer staatlichen Unabhängigkeit am 1. Januar 1993 an.
Amtierender Ministerpräsident ist seit 15. Mai 2023 Robert Fico von der Partei Smer-SSD. Er leitet ein Kabinett aus den Parteien Smer-SSD, Hlas und SNS.
| Ministerpräsidenten der Slowakischen Republik seit 1993 | Ministerpräsidenten der Slowakischen Republik seit 1993 | Ministerpräsidenten der Slowakischen Republik seit 1993 | Ministerpräsidenten der Slowakischen Republik seit 1993 | Ministerpräsidenten der Slowakischen Republik seit 1993                                                                            | Ministerpräsidenten der Slowakischen Republik seit 1993                                  |
| Nr.                                                     | Bild                                                    | Name                                                    | Amtszeit                                                | Partei | Kabinett                                                                                 |
| ------------------------------------------------------- | ------------------------------------------------------- | ------------------------------------------------------- | ------------------------------------------------------- | --- | ---------------------------------------------------------------------------------------- |
| 1.                                                      |                                                         | Vladimír Mečiar                                         | 1. Januar 1993– 14. März 1994                           | HZDS | Mečiar II (HZDS – SNS) bis 10. Okt. 1993 HZDS-Minderheitsregierung                       |
| 2.                                                      |                                                         | Jozef Moravčík                                          | 16. März 1994– 13. Dezember 1994                        | DÚ | Moravčík (DÚ – SDĽ – KDH) Übergangsregierung                                             |
| 3.                                                      |                                                         | Vladimír Mečiar                                         | 13. Dezember 1994– 29. Oktober 1998                     | HZDS | Mečiar III (HZDS – ZRS – SNS)                                                            |
| 4.                                                      |                                                         | Mikuláš Dzurinda                                        | 30. Oktober 1998– 15. Oktober 2002                      | SDK/SDKÚ | Dzurinda I (SDK – SDĽ – SOP – SMK) 1998–2000 (SDKÚ-DS – KDH – SDĽ – SOP – SMK) 2000–2002 |
| 4.                                                      | 16. Oktober 2002– 4. Juli 2006                          | Mikuláš Dzurinda                                        | SDKÚ                                                    | Dzurinda II (SDKÚ-DS – SMK – KDH – ANO)                                                                                            |                                                                                          |
| 5.                                                      |                                                         | Robert Fico                                             | 4. Juli 2006– 8. Juli 2010                              | Smer-SD | Fico I (Smer-SD – SNS – ĽS-HZDS)                                                         |
| 6.                                                      |                                                         | Iveta Radičová                                          | 8. Juli 2010– 4. April 2012                             | SDKÚ | Radičová (SDKÚ-DS – SaS – KDH – Most–Híd)                                                |
| 7.                                                      |                                                         | Robert Fico                                             | 4. April 2012– 23. März 2016                            | Smer-SD | Fico II (Smer-SD) absolute Mehrheit                                                      |
| 7.                                                      | 23. März 2016– 15. März 2018                            | Robert Fico                                             | Smer-SD                                                 | Fico III (Smer-SD – SNS – Most–Híd – #Sieť) 23. März 2016 – 1. Sept. 2016 (Smer-SD – SNS – Most–Híd) 1. Sept. 2016 – 15. März 2018 |                                                                                          |
| 8.                                                      |                                                         | Peter Pellegrini                                        | 22. März 2018– 21. März 2020                            | Smer-SD | Pellegrini (Smer-SD – SNS – Most–Híd)                                                    |
| 9.                                                      |                                                         | Igor Matovič                                            | 21. März 2020– 31. März 2021                            | OĽaNO | Matovič (OĽaNO – Sme Rodina – SaS – Za ľudí)                                             |
| 10.                                                     |                                                         | Eduard Heger                                            | 1. April 2021– 15. Mai 2023                             | OĽaNO | Heger (OĽaNO – Sme Rodina – SaS – Za ľudí)                                               |
| 11.                                                     |                                                         | Ľudovít Ódor                                            | 15. Mai 2023– 25. Oktober 2023                          | | Ódor (Expertenregierung ausgerufen durch Zuzana Čaputová)                                |
| 12.                                                     |                                                         | Robert Fico                                             | seit 25. Oktober 2023                                   | Smer-SSD | Fico IV (Smer-SD – Hlas – SNS)                                                           |